# 제61회 영국 아카데미 영화상
제61회 영국 아카데미 영화상은 2007년의 최고의 영화를 기리기 위해 2008년 2월 10일에 열린 시상식이다.

## 수상 및 후보

### 작품상
- 어톤먼트 - 조 라이트 수상
- 아메리칸 갱스터 - 리들리 스콧
- 타인의 삶 - 플로리안 헨켈 폰 도너스마르크
- 노인을 위한 나라는 없다 - 에단 코언 외 1명
- 데어 윌 비 블러드 - 폴 토마스 앤더슨

### 작품상(영국)
- 디스 이즈 잉글랜드 - 셰인 메도우스 수상
- 어톤먼트 - 조 라이트
- 본 얼티메이텀 - 폴 그린그래스
- 컨트롤 - 안톤 코르빈
- 이스턴 프라미스 - 데이빗 크로넨버그

### 감독상
- 노인을 위한 나라는 없다 - 에단 코언 외 1명 수상
- 어톤먼트 - 조 라이트
- 본 얼티메이텀 - 폴 그린그래스
- 타인의 삶 - 플로리안 헨켈 폰 도너스마르크
- 데어 윌 비 블러드 - 폴 토마스 앤더슨

### 칼 포먼 상
- 컨트롤 - 맷 그린핼프 수상
- 토킹 리버티즈 - 크리스 앳킨스
- 스콧 워커 - 30세기 남자 - 미아 베이스
- 브릭 레인 - 사라 가브론
- 존 레논 죽이기 - 앤드류 피딩턴

### 남우주연상
- 데어 윌 비 블러드 - 다니엘 데이 루이스 수상
- 마이클 클레이튼 - 조지 클루니
- 어톤먼트 - 제임스 맥어보이
- 이스턴 프라미스 - 비고 모텐슨
- 타인의 삶 - 울리히 뮤흐

### 여우주연상
- 라 비 앙 로즈 - 마리옹 꼬띠아르 수상
- 골든 에이지 - 케이트 블란쳇
- 어웨이 프롬 허 - 줄리 크리스티
- 어톤먼트 - 키이라 나이틀리
- 주노 - 엘렌 페이지

### 남우조연상
- 노인을 위한 나라는 없다 - 하비에르 바르뎀 수상
- 데어 윌 비 블러드 - 폴 다노
- 노인을 위한 나라는 없다 - 토미 리 존스
- 찰리 윌슨의 전쟁 - 필립 세이모어 호프만
- 마이클 클레이튼 - 톰 윌킨슨

### 여우조연상
- 마이클 클레이튼 - 틸다 스윈튼 수상
- 아임 낫 데어 - 케이트 블란쳇
- 노인을 위한 나라는 없다 - 켈리 맥도날드
- 컨트롤 - 사만다 모튼
- 어톤먼트 - 시얼샤 로넌

### 각본상
- 주노 - 디아블로 코디 수상
- 아메리칸 갱스터 - 스티븐 자일리언
- 타인의 삶 - 플로리안 헨켈 폰 도너스마르크
- 마이클 클레이튼 - 토니 길로이
- 디스 이즈 잉글랜드 - 셰인 메도우스

### 각색상
- 잠수종과 나비 - 로널드 하우드 수상
- 어톤먼트 - 크리스토퍼 햄튼
- 연을 쫓는 아이 - 데이비드 베니오프
- 노인을 위한 나라는 없다 - 에단 코언 외 1명
- 데어 윌 비 블러드 - 폴 토마스 앤더슨

### 편집상
- 본 얼티메이텀 - 크리스토퍼 라우즈 수상
- 아메리칸 갱스터 - 피에트로 스카리아
- 어톤먼트 - 폴 토틸
- 마이클 클레이튼 - 존 길로이
- 노인을 위한 나라는 없다 - Roderick Jaynes

### 촬영상
- 노인을 위한 나라는 없다 - 로저 디킨스 수상
- 아메리칸 갱스터 - 해리스 사비데즈
- 어톤먼트 - 시머스 맥가비
- 본 얼티메이텀 - 올리버 우드
- 데어 윌 비 블러드 - 로버트 엘스윗

### 음악상
- 라 비 앙 로즈 - 크리스토퍼 거닝 수상
- 아메리칸 갱스터 - 마크 스트레이트펠드
- 어톤먼트 - 다리오 마리아넬리
- 연을 쫓는 아이 - 알베르토 이글레시아스
- 데어 윌 비 블러드 - Jonny Greenwood

### 음향상
- 본 얼티메이텀 - Kirk Francis 외 5명 수상
- 어톤먼트 - Danny Hambrook
- 노인을 위한 나라는 없다 - 피터 F. 커랜드 외 3명
- 데어 윌 비 블러드 - Christopher Scarabosio
- 라 비 앙 로즈 - Laurent Zeilig 외 3명

### 의상상
- 라 비 앙 로즈 - 마릿 알렌 수상
- 어톤먼트 - 재클린 듀런
- 골든 에이지 - 알렉산드라 바이른
- 색, 계 - Pan Lai
- 스위니 토드: 어느 잔혹한 이발사 이야기 - 콜린 앳우드

### 분장상
- 라 비 앙 로즈 - Jan Archibald 외 1명 수상
- 어톤먼트 - Ivana Primorac
- 골든 에이지 - Jenny Shircore
- 헤어스프레이 - Judi Cooper Sealy 외 1명
- 스위니 토드: 어느 잔혹한 이발사 이야기 - Ivana Primorac외 1명

### 특수시각효과상
- 황금나침반 - 마이클 핑크 외 2명 수상
- 본 얼티메이텀 - 피터 치앙
- 해리 포터와 불사조 기사단 - Tim Burke 외 3명
- 캐리비안의 해적 - 세상의 끝에서 - 존 크놀 외 3명
- 스파이더맨 3 - Scott Stokdyk 외 3명

### 프로덕션디자인상
- 어톤먼트 - 사라 그린우드 수상
- 골든 에이지 - Guy Hendrix Dyas 외 1명
- 해리 포터와 불사조 기사단 - 스투어트 크레그
- 데어 윌 비 블러드 - 잭 피스크
- 라 비 앙 로즈 - Olivier Raoux 외 1명

### 외국어영화상
- 타인의 삶 - 플로리안 헨켈 폰 도너스마르크 수상
- 잠수종과 나비 - 줄리앙 슈나벨
- 연을 쫓는 아이 - 마크 포스터
- 색, 계 - 이안
- 라 비 앙 로즈 - 올리비에 다한

### 단편애니메이션작품상
- 피어스 시스터즈 - 루이스 쿡 수상
- HEAD OVER HEELS - Osbert Parker
- THE CRUMBLEGIANT - Pearse Moore

### 장편애니메이션작품상
- 라따뚜이 - 브래드 버드 수상
- 슈렉 3 - 크리스토퍼 밀러
- 심슨 가족, 더 무비 - 데이빗 실버맨

### 단편영화작품상
- 도그 올토게더 - 패디 콘시딘 수상
- HESITATION - Julien Berlan
- THE ONE AND ONLY HERB MCGWYER PLAYS WALLIS ISLAND - Charlie Henderson
- 소프트 - 사이몬 엘리스
- THE STRONGER - Dan McCulloch

### 신인상
- 샤이아 라보프 수상
- 시에나 밀러
- 엘렌 페이지
- 샘 릴리
- 탕웨이

## 같이 보기
- 제80회 아카데미상
- 제33회 세자르상
- 제60회 미국 감독 조합상
- 제21회 유럽 영화상
- 제65회 골든 글로브상
- 제28회 골든 래즈베리상
- 제14회 미국 배우 조합상
- 제60회 미국 작가 조합상